# Bottaccio

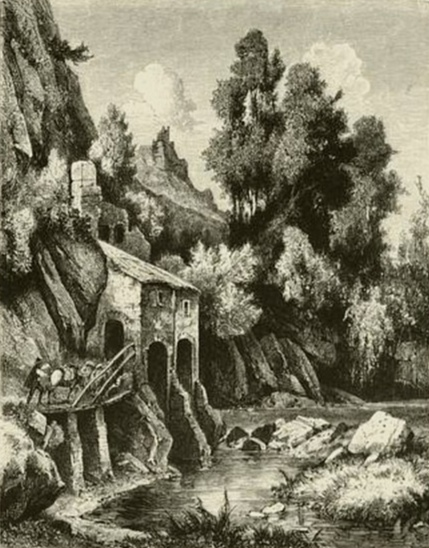
Immagine storica di un mulino ad acqua nell'Appennino campano, nei pressi di Ariano; in basso si evidenzia il bottaccio ottenuto sbarrando il corso di un ruscello con massi e macigni.

Un bottaccio (o gora) è una riserva d'acqua usata per alimentare i mulini ad acqua nei periodi di siccità. Tale ristagno idrico serve inoltre a far sì che i detriti trasportati dalle acque correnti nelle fasi di piena si depositino sul fondo del bacino, evitando così danni agli impianti del molino.

## Descrizione
I bottacci (o gore) erano solitamente creati mediante una diga costruita su un corso d'acqua, ma potevano anche essere alimentate da un flusso artificiale.
Il canale o ruscello che conduce dal bottaccio al sottostante mulino è la roggia, la quale provvede a fornire all'impianto un afflusso idrico costante. La forza di caduta dell'acqua si converte in energia meccanica, facendo ruotare la ruota del mulino.